# Hotel Albrechtshof (Berlin-Mitte)
Das Hotel Albrechtshof ist ein Hotel im Berliner Ortsteil Mitte. Es befindet sich in der Albrechtstraße 8 Ecke Marienstraße 16–17 in der Friedrich-Wilhelm-Stadt. Den Namen trug früher auch das Gebäude gegenüber in der Albrechtstraße 17, heute Hotel Allegra. Beide Gebäude stehen unter Denkmalschutz und gehören der Albrechtshof Hotel-Betriebs-GmbH.

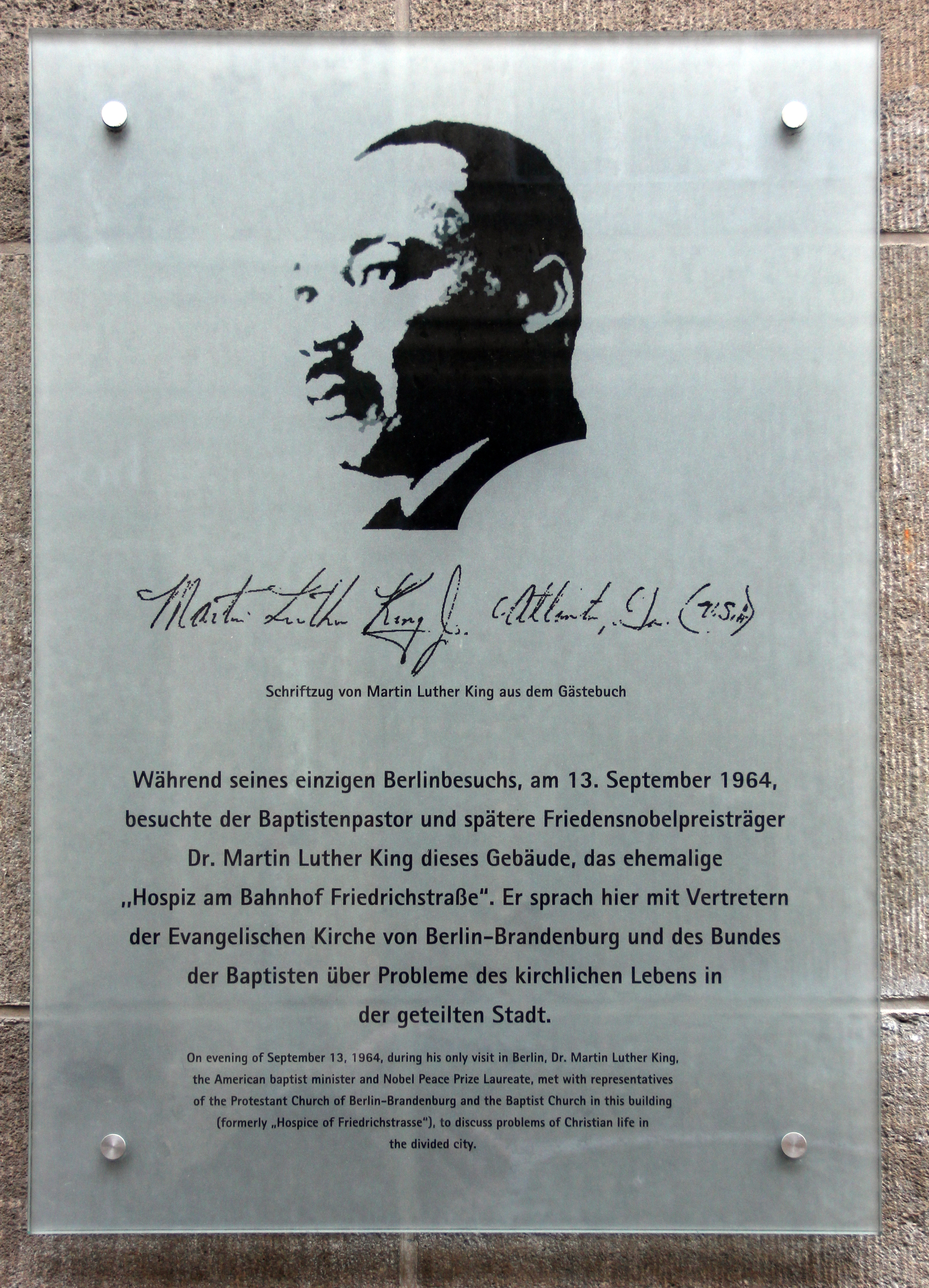
Gedenktafel für Martin Luther King in der Albrechtstr. 8

1861 ließ die Witwe eines Steinmetzmeisters ein dreigeschossiges Mietshaus mit Treppenvorbau sowie rechtem und linken Anbau in der Albrechtstraße 17 errichten, das 1910 zu einem Hotel umgenutzt wurde. Es wird heute als Baudenkmal mit dem Namen Albrechtshof in der Berliner Landesdenkmalliste geführt. Zur gleichen Zeit (1908–1913) baute Otto Johannis auf der gegenüberliegenden Straßenseite im Auftrag der Berliner Stadtmission ein christliches Hospiz, das später als Hotel ebenfalls den Namen Albrechtshof erhielt. Es wurde Mitglied des 1904 gegründeten Verbandes Christlicher Hotels und gehört bis heute der Berliner Stadtmission. Während der Zeit des Nationalsozialismus fanden in dem Hotel Treffen des Reichsbruderrates der Bekennenden Kirche statt. In den letzten Monaten des Zweiten Weltkrieges war in dem Hotel die Augenklinik der Charité und ein Pharmaziehandel untergebracht. In der Folgezeit fanden hier gesamtdeutsche und internationale Kirchentagungen statt, an denen auch Martin Luther King zu Gast war. Sein Name ist in der Andachtskapelle im Untergeschoss angebracht.